# Conrad Max Schindler

Conrad Max Schindler (um 1980)

Conrad Max Schindler (* 19. Oktober 1929 in Gap, Frankreich; † 5. Januar 2016 in Pfäffikon, Kanton Zürich; heimatberechtigt in Mollis) war ein Schweizer Geologe und Professor an der ETH Zürich.

## Leben
Conrad Max Schindler studierte von 1947 bis 1952 Geologie an der ETH Zürich und promovierte 1956 zur Geologie des Glärnischgebietes. Seine weiteren beruflichen Stationen waren in der Türkei, in Tunesien und Sizilien. Bis 1962 arbeitete er als Chefgeologe mit Schwerpunkt Baugrundprobleme und war ab 1969 als Mitinhaber des geotechnischen Büros von Moos tätig. Im Jahr 1982 wurde er vom Bundesrat zum Professor für Ingenieurgeologie der ETH Zürich gewählt, wo er sich als Vorsteher der Abteilung für Erdwissenschaften und des Geologischen Instituts um eine praxisnahe Ausbildung angehender Ingenieurgeologen einsetzte. Im Jahr 1995 wurde er emeritiert.

## Forschung
Seine Forschung war breit angelegt, gekennzeichnet durch die Gabe, zukunftsträchtige sich neu der Ingenieurgeologie eröffnende Gebiete aufzuspüren (Sicherheit von Deponien, Substitution von Alluvialkies durch andere mineralische Rohstoffe, Geothermie usw.). Er widmete sich neben Naturgefahren insbesondere den Baugründen aus quartären Lockergesteinen. Als präziser Beobachter verstand er es, die sich in der Zeit seines Wirkens rasch entwickelnden neuen technischen Hilfsmittel optimal einzusetzen.

## Lehre
Neben Geologen und anderen Erdwissenschaftlern hat Schindler mehrere Generationen von Bau-, Kultur- und Forstingenieuren sowie Agronomen in die Geologie eingeführt und somit das Fachgebiet stark geprägt. Seine Studenten schätzten insbesondere seine breite Erfahrung in der Erdöl- und Ingenieurgeologie im Mittleren und Nahen Osten, in Nordafrika sowie in der Schweiz.

## Publikationen (Auswahl)
- Zur Geologie des Glärnisch. Diss. Naturwiss. ETH Zürich Nr. 2713, 1959.